# جفت‌شدن نگیشی
جفت‌شدن نگیشی (به انگلیسی: Negishi coupling) گونه‌ای از واکنش جفت‌شدن است که در آن یک ترکیب آلی حاوی روی با یک ترکیب آلی حاوی هالید در حضور کاتالیزور نیکل یا پالادیم واکنش داده و تشکیل یک شاخه کربنی یکپارچه را می‌دهند. این واکنش به افتخار شیمیدان ژاپنی و برنده جایزه نوبل شیمی سال ۲۰۱۰، ای ایچی نگیشی، نام‌گذاری شده است.